# Sinoflustra arabianensis
Sinoflustra arabianensis är en mossdjursart som beskrevs av Menon och Nair 1975. Sinoflustra arabianensis ingår i släktet Sinoflustra och familjen Flustridae. Inga underarter finns listade i Catalogue of Life.